# Seishun buta yarō wa yumemiru shōjo no yume o minai
Seishun buta yarō wa yumemiru shōjo no yume o minai (jap. 青春ブタ野郎はゆめみる少女の夢を見ない) – japoński film animowany z 2019 roku na podstawie light novel Seishun buta yarō napisanej przez Hajime Kamoshidę i zilustrowanej przez Kējiego Mizoguchiego. Premiera w japońskich kinach odbyła się 15 czerwca 2019. W 2023 roku został wydany sequel zatytułowany Seishun buta yarō wa odekake Sister no yume o minai.

## Fabuła
Uczeń drugiej klasy liceum Sakuta Azusagawa bardzo lubi spędzać czas ze swoją dziewczyną Mai Sakurajimą. Ich spokojne życie przerywa jednak pojawienie się pierwszej miłości Sakuty, Shoko Makinohary. Zabierając młodszą siostrę do szpitala, Sakuta odkrywa, że istnieją dwie Shoko – ta w wieku gimnazjalnym i ta starsza, która pomogła mu w przeszłości. Sakuta dowiaduje się, że młodsza Shoko cierpi na chorobę serca, która pilnie wymaga przeszczepu, aby uratować jej życie.
Kiedy zarówno Sakuta, jak i Mai martwią się sytuacją młodej Shoko i zastanawiają się, jak jej pomóc, Sakuta w końcu odkrywa związek między jego ranami a dorosłą Shoko. Dorosła Shoko pochodzi z przyszłości po udanym przeszczepie serca, a jej dawcą serca był sam Sakuta, u którego stwierdzono śmierć mózgu po wypadku drogowym w Wigilię Bożego Narodzenia. Jednak Shoko rozwinęła uczucia do Sakuty poprzez ich interakcje w młodości, więc postanowiła wrócić do przeszłości i uratować mu życie. Wbrew woli Mai, Sakuta postanawia poświęcić się, aby Shoko mogła żyć. Sakuta prawie zostaje przejechany, ale Mai w ostatniej chwili odpycha go na bok i zamiast tego zostaje potrącona przez samochód. W rezultacie zmienia się cały łańcuch przyczynowości – Sakuta żyje, ale Mai ginie i staje się dawczynią serca Shoko.
Sakuta jest w szoku i zdruzgotany po śmierci Mai. Nie mogąc znieść jego widoku w takim stanie, dorosła Shoko pomaga mu po raz ostatni, zdradzając, że z jej pomocą może również wrócić do przeszłości, aby zmienić historię, co ostatecznie oznacza, że dorosła Shoko zniknie na zawsze. Sakuta podejmuje stanowczą decyzję i powraca do przeszłości, aby uratować swoją miłość. Sakuta powstrzymuje Mai przed poświęceniem się i zapobiega swojemu wypadkowi, ale teraz Shoko nie ma od nikogo przeszczepionego serca, a jej choroba pozostaje niewyleczona. Sakuta nie zgadza się jednak na takie rozwiązanie i razem z Mai postanawiają znaleźć sposób, by pomóc umierającej Shoko, wiedząc, że uratowanie jej oznacza ryzyko utraty wszystkiego, co wydarzyło się do tej pory. Niemniej jednak para przysięga sobie, że się odnajdą i zakochają w sobie na nowo. Sakuta odwiedza młodą Shoko po raz ostatni, która wyjawia, że teraz wie wszystko, co się wydarzyło. Postanawia stworzyć przyszłość, w której nigdy nie spotka Sakuty ani Mai, tym samym ratując ich przed smutkiem sytuacji, w której Shoko odchodzi. Czas cofa się do momentu, gdy Shoko była w czwartej klasie. Odważnie zapisuje swoje nadzieje na przyszłość, rezygnując ze wspomnienia spotkania Sakuty i Mai oraz prawdopodobieństwa ich spotkania.
W końcu czas powraca do Nowego Roku w teraźniejszości. Mai zagrała w filmie opartym na historii Shoko, mimo że jej nie pamięta, który odniósł sukces. Sakuta i Mai odwiedzają świątynię i mijają plażę, gdzie po raz pierwszy spotykają Shoko, obecnie zdrową młodą dziewczynę. Dzięki fragmentom pamięci z różnych linii czasowych, Sakuta i Shoko w końcu się rozpoznają.

## Obsada
| Postać           | Seiyū           |
| ---------------- | --------------- |
| Sakuta Azusagawa | Kaito Ishikawa  |
| Mai Sakurajima   | Asami Seto      |
| Shoko Makinohara | Inori Minase    |
| Tomoe Koga       | Nao Tōyama      |
| Rio Futaba       | Atsumi Tanezaki |
| Nodoka Toyohama  | Maaya Uchida    |
| Kaede Azusagawa  | Yurika Kubo     |

## Produkcja i wydanie
Projekt został ogłoszony 9 lutego 2019. Film adaptuje szósty i siódmy tom serii i jest kontynuacją telewizyjnego serialu anime Seishun buta yarō, który pierwotnie był emitowany w Japonii między październikiem a grudniem 2018. Produkcją zajęła się ekipa produkcyjna odpowiedzialna za serial. Za reżyserię odpowiadał Sōichi Masui, scenariusz napisał Masahiro Yokotani, postacie zaprojektowała Satomi Tamura, a muzykę skomponowała grupa Fox Capture Plan. Animacją ponownie zajęło się studio CloverWorks, a wszyscy członkowie obsady głosowej ponownie wcielili się w swoje role.
Premiera w japońskich kinach odbyła się 15 czerwca 2019, natomiast za dystrybucję odpowiadało Aniplex. Film zarobił łącznie 377 590 790 jenów, sprzedając 257 191 biletów w ciągu 24 dni.

## Odbiór
Kim Morrissy z Anime News Network pochwalił film, opisując go jako „prawdziwy wyciskacz łez” i że jest to „doskonałe podsumowanie tego, co sprawia, że związek Sakuty i Mai jest tak ujmujący”, przyznając produkcji ocenę A-.